# Championnat d'Algérie de football de deuxième division
Le Championnat d'Algérie de football D2 abrégé en LNFA Ligue 2 ou Ligue 2 (arabe : الرابطة الجزائرية الثانية لكرة القدم), est une compétition de football qui représente le deuxième échelon du championnat en Algérie après la Ligue 1. Chaque année trois clubs premiers du classement sont promus en Ligue 1, et les trois derniers sont relégués en Division trois.
Depuis la saison 2020-2021, la Ligue 2 est désormais gérée par la Ligue nationale du football amateur et non plus par la Ligue de football professionnel (LFP),.

## Histoire
Contrairement à sa grande sœur le Championnat d'Algérie de Ligue 1 Professionnelle, le Championnat d'Algérie de Ligue 2 naquit bien après, soit trois ans plus tard et connait sa première année lors de la saison 1966-1967. Entretemps la division inférieure à l'élite s'appelait successivement Promotion Honneur et Division Honneur, qui devint la troisième division à la création de ce deuxième échelon.

### Des critériums régionaux à la création de la Première division

#### Le Critérium Honneur (1962-1963)
En 1962 des tournois amicaux de football ont lieu un peu partout dans le pays pour fêter l'indépendance de l'Algérie. Dans les coulisses on s'active comme on peut pour organiser ce qui deviendra le premier championnat d'Algérie de football postindépendance. Il ne s'agissait alors que d'un championnat régional appelé "Critérium Honneur". Après donc plusieurs mois de démarches administratives et les affiliations des clubs aux différents organismes régionaux régissant le football en Algérie, les compétitions de football reprennent donc vie dans le pays. Compte tenu de la répartition géographique des clubs à travers le pays jadis divisé en trois départements sous l'administration coloniale française, chaque ligue prit en charge l'organisation des compétitions de manière autonome, encouragée par le ministère de la jeunesse et des sports. Ainsi toutes les équipes de football du pays sont réparties en plusieurs groupes selon leurs affinités territoriales ; celles-ci s'affrontent dans le but de terminer "Champions des groupes" auxquels elles furent assignées. Puis les vainqueurs s'affrontent dans une seconde phase en tournoi régional afin d'en désigner les "champions régionaux". Dans la région Centre, soixante clubs sont répartis dans cinq groupes de chacun dix participants, pour la région Est seulement trois groupes de neuf équipes chacun ; quant à la région Ouest, la plus peuplée, elle comporte soixante-dix clubs répartis en six groupes. Lors de cette première saison on assista donc à des éliminatoires dans les trois grandes régions du pays afin de désigner les participants au tournoi final national pour attribuer le premier titre de "Champion d'Algérie de football".
Dans la région Centre les éliminatoires furent très serrés : le MC Alger finit vainqueur du premier groupe au goal average devant la JS Kabylie, le NA Hussein Dey vainqueur du deuxième groupe, l'OM Saint-Eugène vainqueur du troisième groupe lui aussi au goal average devant le WA Boufarik, l'AS Orléansville vainqueur du quatrième groupe et l'USM Alger vainqueur du cinquième et dernier groupe. Les vainqueurs de ces groupes s'affrontent ensuite et l'USMA réussit à battre en finale le MCA sur le score de deux buts à un, terminant donc "Champion de la Région Centre". Toutefois les deux finalistes sont qualifiés pour le tournoi national car il avait été décidé que la région centre qualifierait deux participants en raison de la tenue de ce tournoi dans la ville d'Alger.
Dans la région Est, nous avions trois groupes de neuf équipes au départ, à l'issue de la première phase et en raison des nombreux forfaits enregistrés, quatre équipes se dégagent nettement que sont le MO Constantine, l'USM Sétif, le MSP Batna et l'USM Bône. Ce sera finalement cette dernière qui s'imposa dans le tournoi final face aux trois autres et qui devint donc « Champion de la Région Est », se qualifiant pour la même occasion au tournoi national. Dans la région Ouest, l'organisation de la première phase fut plus compliquée que prévu car la ligue enregistra elle aussi de nombreux forfaits. Forte heureusement, la Fédération algérienne de football a pu compter sur l'expérience de messieurs Bir (ex président de la Ligue d'Oran de Football Association durant l'époque coloniale) et Gay (ex membre du bureau de cette même ligue). En définitive, au terme de la saison, le SCM Oran l'emportera en finale face au MC Oran, le sacrant "Champion de la Région Ouest", ce qui lui permet également de participer au tournoi national.
À l'issue de ces deux premières phases ayant désigné dans un premier temps les vainqueurs de groupes puis dans un second temps les champions régionaux, on organise un tournoi final national entre ceux-ci, sorte de "play-off" dont le but est d'attribuer le premier titre de "Champion d'Algérie de football". En demi-finale le tirage au sort donne comme rencontres l'USM Alger face à l'USM Bône et le MC Alger face au SCM Oran. Dans la première demi-finale, les Bônois s'inclinent de peu face aux algérois par la règle du plus grand nombre de corners obtenus dans le match après un score nul de deux buts partout. Dans l'autre rencontre le mouloudia s'impose face aux Oranais sur le score sans appel de quatre buts à zéro. En finale, le premier titre fut décerné à l'USM Alger, vainqueur du MC Alger par trois buts à zéro. Les deux vaincus des demi-finales s'affrontèrent pour la troisième place, et c'est l'USM Bône qui s'imposa face au SCM Oran par quatre buts à un.

#### La Division Honneur et la Promotion Honneur (1963-1964)
Après une première saison de football délicate dans l'organisation, les dirigeants du football algérien tente une première hiérarchisation de niveau en dégageant une première élite en fonction de la saison qui vient de s'écouler. En effet, ils décidèrent pour cela de la création d'une division appelé "Division Honneur". Dans chaque région celle-ci est constituée des trois premiers de chacun des groupes du Critérium Honneur soit quinze ou seize clubs. Pour la région centre par exemple nous avions l'ASPTT Alger, le CR Belcourt, la JS El Biar, la JS Kabylie, le MC Alger, le NA Hussein Dey, l'OM Ruisseau, l'OM Saint-Eugène, ESMKoléa, le RC Arba, le S Guyotville, l'USM Alger, l'USM Blida, l'USM Maison-Carrée et le WA Boufarik constituant la Division Honneur Centre. À l'étage inférieur que l'on considère comme étant le deuxième niveau à cette époque on crée une division appelée "Division Promotion Honneur". Celle-ci par contre est constituée, toujours en se référant à la saison passée, des quatrièmes, cinquièmes et sixièmes de chacun des groupes de ce même Critérium Honneur, soit quinze ou seize clubs également, et l'on fait de même pour les divisions inférieures créées. Ainsi nous avions pour cette saison la même hiérarchisation de niveau que durant l'époque coloniale pour les trois grandes régions footballistiques du pays, soit la Division Honneur (le niveau le plus élevé), la Promotion Honneur, la Première Division, la Deuxième Division et la Troisième Division (qui elle par contre est en partie constituée des nouveaux clubs n'ayant pas participé à la compétition la saison passée).
Cette Division Honneur constituée de trois groupes régionaux (Centre, Est et Ouest) du pays à cette époque est plus importante que la Promotion Honneur car à l'issue de cette saison cette division deviendra le second niveau dans la hiérarchisation du football dans le pays. Les résultats en Promotion Honneur importent peu car seulement trois équipes accéderont en division supérieure, ce qu'il faut retenir se sont ceux de la Division Honneur qui vont tout déterminer. Cette saison, chaque ligue organise donc les compétitions comme la saison passée mais en tenant compte de la nouvelle hiérarchie de niveau. Au terme de cette première phase, dans le groupe Centre de la Division Honneur, le NA Hussein Dey termine premier uniquement à la faveur du goal average sur le CR Belcourt et accède au tournoi national. Dans le groupe Ouest, l'ASM Oran devance ses deux rivales sérieuses que sont le MC Oran (ayant fini second l'an passé) et le SCM Oran (ayant fini champion l'an passé), et accède elle aussi au tournoi national. Quant au groupe Est, l'USM Bône s'impose largement avec une avance confortable devant le MSP Batna tous deux qualifiés au tournoi national. En effet, cette saison la tenue du tournoi national ayant lieu à Constantine, il a donc été décidé que cette région qualifierait deux participants soient les deux premiers de ce groupe Est. En finale, le deuxième titre de "Champion d'Algérie" fut attribué à l'USM Bône vainqueur d'un but à zéro face au NA Hussein Dey, succédant donc au palmarès à l'USM Alger.

#### Création de la Division Nationale (1964-1965)
Compte tenu de ses deux premières saisons du football algérien ayant permis la restauration des compétitions sportives dans un premier temps et le début d'une hiérarchisation de niveau dans un deuxième temps, les dirigeants du football algérien à cette époque décidèrent ensuite de l'organisation d'une nouvelle division. Cette saison voit donc de la création d'un palier supérieur à la "Division Honneur" soit une division regrouperait l'élite du football national en l'appelant tout simplement la "Division Nationale". Celle-ci est donc constituée d'un seul groupe et donc d'une seule poule contrairement à la Division Honneur qui en possède trois. Pour le démarrage de cette nouvelle division, on décide de la composition de ce groupe par rapport aux résultats de la saison passée en « Division Honneur », soit les cinq premiers du classement de chacun des groupes de cette division en plus du champion en titre. Ainsi nous avons dans cette division pour la saison 1964-1965 les cinq premiers du groupe Centre que sont le NA Hussein Dey, le CR Belcourt, le MC Alger, l'USM Alger et l'USM Blida; les cinq premiers du groupe Ouest que sont l'ASM Oran, le MC Oran, le SCM Oran, l'USM Bel-Abbès, et la JSM Tiaret; et enfin le champion en titre l'USM Annaba (ex USM Bône), suivi des cinq suivants du groupe Est que sont le MSP Batna, l'ES Sétif, l'ES Guelma, ES Souk Ahras l'USM Sétif et le MO Constantine.

### Professionnalisation du football algérien (2010-2020)
Il a été décidé par la ligue nationale de football et la fédération algérienne de football, de professionnaliser les deux premiers championnats d'Algérie de football, à partir de la saison 2010-2011. Ainsi tous les clubs algériens de football qui bénéficiaient jusque-là du statut de club semi-professionnel, vont acquérir la nomination professionnel dès cette saison.
Le président de la FAF, Mohamed Raouraoua, ne cesse de parler depuis son investiture à la tête de Fédération en avril 2009 du professionnalisme, promettant un nouveau mode de gestion basé sur la rigueur et le sérieux, surtout que le football a touché le fond ces dernières saisons, à cause des gestions catastrophiques des clubs qui n’ont pu aller de l’avant et restaient à la traîne par rapport aux clubs des pays voisins qui ont connu une avancée extraordinaire, devenant des clubs professionnels à part entière, ce qui leur permettra d’ailleurs, d’accroître leur domination sur le continent africain.
C’est le cas des clubs tunisiens de l’Espérance sportive de Tunis, de l’Etoile sportive du Sahel, en plus du CS sfaxien, qui est également devenu ces dernières années un des clubs les plus en vue, grâce à victoire finale en Ligue des champions arabe et en Coupe de la CAF. Il ne faut pas oublier aussi les égyptiens qui disposent des clubs les plus structurés et cela a eu son effet pour des clubs comme Al Ahly SC et le Zamalek SC, qui à eux deux disposent du plus gros des titres africains.
Raouraoua veut donc arriver à créer cette élite qui regroupera uniquement les clubs capables, selon un cahier des charges dûment établi, de jouer dans ce championnat professionnel. Le président de la FAF a souligné qu’il est prêt à lancer ce championnat professionnel quitte à ce que cela soit avec un nombre réduit de clubs qui ne dépasserait pas les douze. Pour lui, il est important que les clubs qui disposent des moyens adéquats seulement soient triés et sélectionnés pour faire partie de cette ligue professionnelle. Tout club doit disposer d’un stade qui serait homologué par la FAF, mais aussi par la CAF, pour qu’il puisse abriter les rencontres internationales et notamment les matchs de C1 ou C3 africaine. Le club professionnel devrait disposer aussi de certains moyens financiers qui lui permettront de faire ses déplacements, en Afrique notamment.
Il y a aussi la nécessité de mettre à la disposition des clubs visiteurs, et surtout en coupes africaines, un hôtel de haute facture et qui serait au moins un quatre-étoiles. Tout cela est fait pour permettre une bonne organisation à l’occasion de compétitions internationales. La FIFA a donné 2011 comme dernier délai pour que les clubs deviennent professionnels, sans quoi ils ne pourront plus participer aux compétitions internationales. En Algérie, la FAF fait pression sur les clubs afin de concrétiser le projet du football professionnel avant la date butoir fixée par la FIFA.
Depuis 2010, le football algérien de club évolue donc avec la création deux divisions professionnelles: la Ligue 1 et la Ligue 2, appelés respectivement Nedjema Ligue 1 et Nedjema Ligue 2, du nom du principal sponsor des deux championnats professionnels.
La formule décidé pour cette première année de professionnalisme serait la suivante:
| Années                     | Formules                 | Commentaires                                                         |
| Depuis la saison 2010-2011 | une saison à seize clubs | Avec trois relégués et trois promus de la National en fin de saison. |

Il semblerait qu'elle serait définitive, car par le passé la formule la plus usitée et qui fonctionnait le mieux était celle-ci.

### Retour du championnat en amateur (depuis 2020)
À partir de la saison 2020-2021, le statut et format du championnat d'Algérie de deuxième division change à nouveau. La Ligue 2 Professionnelle fondée et parrainée par la Ligue de football professionnel (LFP) cède la place à la Ligue 2, la Ligue nationale du football amateur (LNFA) qui gérait la Division Trois prend la gestion de la L2 à la place de la LFP,.

## Palmarès
| Palmarès du Championnat d'Algérie de 2e division | Palmarès du Championnat d'Algérie de 2e division | Palmarès du Championnat d'Algérie de 2e division | Palmarès du Championnat d'Algérie de 2e division | Palmarès du Championnat d'Algérie de 2e division | Palmarès du Championnat d'Algérie de 2e division |
| Saison                                           | Groupe                                           | Champion                                         | Vice-champion                                    | Troisième                                        | Nbr de clubs                                     |
| Critérium Régional (1962-1963)                   | Critérium Régional (1962-1963)                   | Critérium Régional (1962-1963)                   | Critérium Régional (1962-1963)                   | Critérium Régional (1962-1963)                   | Critérium Régional (1962-1963)                   |
| ------------------------------------------------ | ------------------------------------------------ | ------------------------------------------------ | ------------------------------------------------ | ------------------------------------------------ | ------------------------------------------------ |
| 1962–1963                                        |                                                  |                                                  |                                                  |                                                  |                                                  |
| Promotion d'Honneur (1963-1964)                  |                                                  |                                                  |                                                  |                                                  |                                                  |
| 1963–1964                                        | Oranie                                           | USM Oran DH                                      | Nadjah AC DH                                     | FR Mascara                                       | 11                                               |
| 1963–1964                                        | Algérois                                         | RC Kouba DH                                      | GSA Hydra DH                                     | SC Affreville                                    | 14                                               |
| 1963–1964                                        | Constantinois                                    | AS Ain M'lila DH                                 | CS Constantine DH                                | CA Batna                                         | 14                                               |
| Division d'Honneur (1964-1966)                   |                                                  |                                                  |                                                  |                                                  |                                                  |
| 1964–1965                                        | Oranie                                           | SCM Oran P                                       | GC Mascara                                       | CR Témouchent                                    | 14                                               |
| 1964–1965                                        | Algérois                                         | RC Kouba P                                       | OM Ruisseau                                      | JS Kabylie                                       | 14                                               |
| 1964–1965                                        | Constantinois                                    | JSM Skikda P                                     | AS Ain M'lila                                    | CS Constantine                                   | 14                                               |
| 1965–1966                                        | Oranie                                           | USM Bel Abbès N2                                 | CR Témouchent N2                                 | JSM Tiaret                                       | 16                                               |
| 1965–1966                                        | Algérois                                         | MC Alger N2                                      | USM Alger N2                                     | WA Boufarik                                      | 16                                               |
| 1965–1966                                        | Constantinois                                    | JS Djidjelli N2                                  | AS Khroub N2                                     | CS Constantine                                   | 16                                               |
| National II (1966-1971)                          |                                                  |                                                  |                                                  |                                                  |                                                  |
| 1966–1967                                        | –                                                | JSM Skikda P                                     | USM Bel Abbès P                                  | MSP Batna                                        | 10                                               |
| 1967–1968                                        | –                                                | MC Alger P                                       | JS Djidjelli P                                   | CR Témouchent                                    | 12                                               |
| 1968–1969                                        | –                                                | JS Kabylie P                                     | USM Alger P                                      | JSM Tiaret                                       | 12                                               |
| 1969–1970                                        | Centre-Ouest                                     | JSM Tiaret P                                     | GC Mascara                                       | ES Mostaganem                                    | 12                                               |
| 1969–1970                                        | Centre-Est                                       | CS Constantine P                                 | MSP Batna                                        | WO Rouiba                                        | 12                                               |
| 1970–1971                                        | Centre-Ouest                                     | WA Tlemcen P                                     | ASM Oran P                                       | JS El Biar                                       | 13                                               |
| 1970–1971                                        | Centre-Est                                       | USM Annaba (HAMRA) P                             | MO Constantine P                                 | USM Khenchela                                    | 13                                               |
| Régional (1971-1977)                             |                                                  |                                                  |                                                  |                                                  |                                                  |
| 1971–1972                                        | Ouest                                            | GC Mascara P                                     | MC Saïda                                         | ES Mostaganem                                    | 12                                               |
| 1971–1972                                        | Centre                                           | USM Blida P                                      | WA Boufarik                                      | USM El Harrach                                   | 12                                               |
| 1971–1972                                        | Est                                              | Jijel SD P                                       | MSP Batna                                        | USM Khenchela                                    | 12                                               |
| 1972–1973                                        | Ouest                                            | WA Tlemcen P                                     | MC Saïda                                         | ES Mostaganem                                    | 14                                               |
| 1972–1973                                        | Centre                                           | WA Boufarik P                                    | USM Alger                                        | IMR El Harrach                                   | 16                                               |
| 1972–1973                                        | Est                                              | IR Sétif P                                       | ES Guelma                                        | USM Khenchela                                    | 14                                               |
| 1973–1974                                        | Ouest                                            | GC Mascara                                       | MC Saïda P                                       | SCM Oran                                         | 14                                               |
| 1973–1974                                        | Centre                                           | USM Alger P                                      | IMR El Harrach                                   | US Santé                                         | 14                                               |
| 1973–1974                                        | Est                                              | USM Khenchela P                                  | JSM Skikda                                       | ES Guelma                                        | 14                                               |
| 1974–1975                                        | Ouest                                            | ASM Oran P                                       | WA Tlemcen                                       | SCM Oran                                         | 14                                               |
| 1974–1975                                        | Centre                                           | USM El Harrach P                                 | AR El Harrach                                    | OS Alger                                         | 14                                               |
| 1974–1975                                        | Est                                              | CA Batna P                                       | AS Ain M'lila                                    | AS Khroub                                        | 14                                               |
| 1975–1976                                        | Ouest                                            | RCG Oran P                                       | USM Oran                                         | JSM Tiaret                                       | 14                                               |
| 1975–1976                                        | Centre                                           | ASO Chlef P                                      | USM Blida                                        | CS DNC Alger                                     | 14                                               |
| 1975–1976                                        | Est                                              | USM Ain Beida                                    | ES Guelma P                                      | AS Ain M'lila                                    | 14                                               |
| 1976–1977                                        | Ouest                                            | ASM Oran P                                       | WA Tlemcen                                       | USM Bel Abbès                                    | 14                                               |
| 1976–1977                                        | Centre                                           | CS DNC/ANP Alger P                               | WA Rouiba                                        | USM Blida                                        | 14                                               |
| 1976–1977                                        | Est                                              | CS Constantine P                                 | USM Khenchela                                    | HAMRA Annaba                                     | 14                                               |
| Division 2 (1977-1979)                           |                                                  |                                                  |                                                  |                                                  |                                                  |
| 1977–1978                                        | Ouest                                            | ESM Bel Abbès                                    | GCB Mascara                                      | IRB Relizane                                     | 14                                               |
| 1977–1978                                        | Centre                                           | OMR El Anasser                                   | NR Blida                                         | IRB El Harrach                                   | 14                                               |
| 1977–1978                                        | Est                                              | ESM Guelma                                       | USM Khenchela                                    | CRE Constantine                                  | 14                                               |
| 1978–1979                                        | Ouest                                            | GCB Mascara P                                    | ESM Bel Abbès                                    | NT Tlemcen                                       | 14                                               |
| 1978–1979                                        | Centre                                           | IR Saha P                                        | SR El Khemis                                     | WO Boufarik                                      | 14                                               |
| 1978–1979                                        | Est                                              | ESM Guelma P                                     | USM Khenchela                                    | WKF Collo                                        | 14                                               |
| National 2 (1979-1984)                           |                                                  |                                                  |                                                  |                                                  |                                                  |
| 1979–1980                                        | Centre-Ouest                                     | ESM Bel Abbès P                                  | NT Tlemcen                                       | MB Saïda                                         | 12                                               |
| 1979–1980                                        | Centre-Est                                       | WKF Collo P                                      | CM Constantine                                   | NRB Khroub                                       | 12                                               |
| 1980–1981                                        | Centre-Ouest                                     | USK Alger P                                      | ARB Arbaa                                        | RCM Relizane                                     | 12                                               |
| 1980–1981                                        | Centre-Est                                       | IRB Aïn Béïda P                                  | JS Jijel                                         | AB Aïn M'lila                                    | 12                                               |
| 1981–1982                                        | Centre-Ouest                                     | WO Boufarik P                                    | WM Tlemcen                                       | OM Médéa                                         | 12                                               |
| 1981–1982                                        | Centre-Est                                       | ESM Guelma P                                     | ASC Bordj Bou Arreridj                           | JS Djijel                                        | 12                                               |
| 1982–1983                                        | Centre-Ouest                                     | ASO Chlef P                                      | OM Médéa                                         | WM Tlemcen                                       | 14                                               |
| 1982–1983                                        | Centre-Est                                       | JS Bordj Menaïl P                                | USM Annaba                                       | ISM Aïn Beïda                                    | 14                                               |
| 1983–1984                                        | Centre-Ouest                                     | JCM Tiaret P                                     | WM Tlemcen P                                     | OM Médéa                                         | 16                                               |
| 1983–1984                                        | Centre-Est                                       | AM Aïn M'lila P                                  | USM Annaba P                                     | ISM Aïn Beïda                                    | 16                                               |
| Régional (1984-1988)                             |                                                  |                                                  |                                                  |                                                  |                                                  |
| 1984–1985                                        | Ouest                                            | RCM Relizane P                                   | CRB Sfisef                                       | ESO Mostaganem                                   | 16                                               |
| 1984–1985                                        | Centre                                           | JH Djazaïr P                                     | NR Blida                                         | USK Alger                                        | 15                                               |
| 1984–1985                                        | Est                                              | ISM Aïn Béïda P                                  | IRB Sétif                                        | MB Skikda                                        | 16                                               |
| 1985–1986                                        | Ouest                                            | MB Saïda P                                       | JCM Tiaret                                       | CCB Sig                                          | 16                                               |
| 1985–1986                                        | Centre                                           | MP Alger P                                       | USK Alger                                        | OM Médéa                                         | 16                                               |
| 1985–1986                                        | Est                                              | CM Constantine P                                 | MB Skikda                                        | ASC Bordj Bou Arreridj                           | 16                                               |
| 1986–1987                                        | Ouest                                            | JCM Tiaret P                                     | CCB Sig                                          | ESM Bel Abbès                                    | 16                                               |
| 1986–1987                                        | Centre                                           | USK Alger P                                      | USM Blida                                        | ISM Koléa                                        | 17                                               |
| 1986–1987                                        | Est                                              | MB Skikda P                                      | MO Constantine                                   | NRB Khroub                                       | 18                                               |
| 1987–1988                                        | Ouest                                            | US Bel Abbès P                                   | Ghali de Mascara                                 | Chabab de Mecheria                               | 18                                               |
| 1987–1988                                        | Centre                                           | Raed de Kouba P                                  | Union de Blida                                   | Olympique de Médéa                               | 18                                               |
| 1987–1988                                        | Est                                              | Mouloudia de Constantine P                       | Mouloudia de Batna                               | Chabab de Constantine                            | 18                                               |
| National 2 (1988-1998)                           |                                                  |                                                  |                                                  |                                                  |                                                  |
| 1988–1989                                        | –                                                | Entente de Sétif P                               | Chabab de Belcourt P                             | Widad Tlemcen                                    | 17                                               |
| 1989–1990                                        | –                                                | WA Tlemcen P                                     | CS Constantine P                                 | MB Batna                                         | 16                                               |
| 1990–1991                                        | –                                                | NA Hussein Dey P                                 | ES Guelma P                                      | USM Blida                                        | 16                                               |
| 1991–1992                                        | Ouest                                            | WRB Mostaganem P                                 | GC Mascara                                       | CC Sig                                           | 16                                               |
| 1991–1992                                        | Centre                                           | USM Blida P                                      | ASO Chlef                                        | USM Alger                                        | 16                                               |
| 1991–1992                                        | Est                                              | IRB Oum El-Bouaghi P                             | CS Constantine                                   | USM Ain Beida                                    | 16                                               |
| 1992–1993                                        | Ouest                                            | USM Bel Abbès P                                  | JSM Tiaret                                       | GC Mascara                                       | 16                                               |
| 1992–1993                                        | Centre                                           | WA Boufarik P                                    | ES Sour El Ghozlane                              | IR Ouled Naïl                                    | 16                                               |
| 1992–1993                                        | Est                                              | CA Batna P                                       | MSP Batna                                        | CS Constantine                                   | 16                                               |
| 1993–1994                                        | Ouest                                            | GC Mascara P                                     | ASM Oran                                         | CC Sig                                           | 16                                               |
| 1993–1994                                        | Centre                                           | ASO Chlef P                                      | USM Alger                                        | IRB Hadjout                                      | 17                                               |
| 1993–1994                                        | Est                                              | CS Constantine P                                 | ES Collo                                         | MSP Batna                                        | 17                                               |
| 1994–1995                                        | Ouest                                            | ASM Oran P                                       | ES Mostaganem                                    | CC Sig                                           | 17                                               |
| 1994–1995                                        | Centre                                           | USM Alger P                                      | RC Kouba                                         | OM Médéa                                         | 17                                               |
| 1994–1995                                        | Est                                              | USM Aïn Béïda P                                  | ES Sétif                                         | MSP Batna                                        | 17                                               |
| 1995–1996                                        | Ouest                                            | WA Mostaganem P                                  | GC Mascara                                       | CRB Mazouna                                      | 16                                               |
| 1995–1996                                        | Centre                                           | NA Hussein Dey P                                 | OM Ruisseau                                      | OM Médéa                                         | 16                                               |
| 1995–1996                                        | Est                                              | MO Constantine P                                 | JSM Tébessa                                      | ES Sétif                                         | 16                                               |
| 1996–1997                                        | Ouest                                            | ES Mostaganem P                                  | ASM Oran                                         | CRB Mecheria                                     | 16                                               |
| 1996–1997                                        | Centre                                           | USM Blida P                                      | JS Bordj Menael                                  | OM Ruisseau                                      | 16                                               |
| 1996–1997                                        | Est                                              | ES Sétif P                                       | USM Annaba                                       | USM Khenchela                                    | 16                                               |
| 1997–1998                                        | Ouest                                            | SA Mohammadia P                                  | GC Mascara P                                     | ASM Oran P                                       | 16                                               |
| 1997–1998                                        | Centre                                           | NA Hussein Dey P                                 | RC Kouba P                                       | IRB Hadjout P                                    | 16                                               |
| 1997–1998                                        | Est                                              | CA Bordj Bou Arreridj P                          | JSM Tébessa P                                    | JSM Béjaïa P                                     | 16                                               |
| Division 1 (1998-1999)                           |                                                  |                                                  |                                                  |                                                  |                                                  |
| 1998–1999                                        | Ouest                                            | WA Mostaganem N1                                 | CC Sig                                           | MC Saïda                                         | 14                                               |
| 1998–1999                                        | Centre                                           | JS Bordj Menaïel N1                              | ESM Boudouaou                                    | ASO Chlef                                        | 14                                               |
| 1998–1999                                        | Est                                              | HB Chelghoum Laid N1                             | MSP Batna                                        | CB Mila                                          | 14                                               |
| 1998–1999                                        | Sud                                              | CR Beni-Thour N1                                 | CRB Mecheria                                     | Pas de 3e place                                  | 8x2                                              |
| National 1 (1999-2000)                           |                                                  |                                                  |                                                  |                                                  |                                                  |
| 1999–2000                                        | –                                                | ASM Oran P                                       | CS Constantine                                   | USM El Harrach                                   | 14                                               |
| Division 2 (2000-2010)                           |                                                  |                                                  |                                                  |                                                  |                                                  |
| 2000–2001                                        | Centre-Ouest                                     | RC Kouba P                                       | ES Mostaganem                                    | USM Bel Abbès                                    | 16                                               |
| 2000–2001                                        | Centre-Est                                       | CA Bordj Bou Arreridj P                          | US Biskra                                        | NA Hussein Dey                                   | 16                                               |
| 2001–2002                                        | Centre-Ouest                                     | ASO Chlef P                                      | USM Bel Abbès                                    | ES Mostaganem                                    | 16                                               |
| 2001–2002                                        | Centre-Est                                       | NA Hussein Dey P                                 | CS Constantine                                   | OMR El Anasser                                   | 16                                               |
| 2002–2003                                        | Centre-Ouest                                     | MC Alger P                                       | USM Bel Abbès                                    | USM El Harrach                                   | 16                                               |
| 2002–2003                                        | Centre-Est                                       | US Chaouia P                                     | CS Constantine                                   | JSM Skikda                                       | 16                                               |
| 2003–2004                                        | Ouest                                            | GC Mascara P                                     | ASM Oran                                         | USM Bel Abbès                                    | 16                                               |
| 2003–2004                                        | Centre                                           | OMR El Annasser P                                | USM El Harrach                                   | Paradou AC                                       | 16                                               |
| 2003–2004                                        | Est                                              | CS Constantine P                                 | MO Constantine                                   | MC El Eulma                                      | 16                                               |
| 2004–2005                                        | –                                                | US Biskra P                                      | Paradou AC P                                     | CA Batna P                                       | 18                                               |
| 2005–2006                                        | –                                                | OMR El Anasser P                                 | JSM Béjaïa P                                     | ASM Oran P                                       | 18                                               |
| 2006–2007                                        | –                                                | USM Annaba P                                     | AS Khroub P                                      | MC Saïda P                                       | 18                                               |
| 2007–2008                                        | –                                                | MC El Eulma P                                    | MSP Batna P                                      | RC Kouba P                                       | 18                                               |
| 2008–2009                                        | –                                                | WA Tlemcen P                                     | MC Oran P                                        | CA Batna P                                       | 17                                               |
| 2009–2010                                        | –                                                | MC Saïda P                                       | ASM Oran                                         | ES Mostaganem                                    | 18                                               |
| Ligue 2 Professionnelle (2010-2020)              |                                                  |                                                  |                                                  |                                                  |                                                  |
| 2010–2011                                        | –                                                | CS Constantine P                                 | NA Hussein Dey P                                 | CA Batna P                                       | 16                                               |
| 2011–2012                                        | –                                                | CA Bordj Bou Arreridj P                          | JS Saoura P                                      | USM Bel Abbès P                                  | 16                                               |
| 2012–2013                                        | –                                                | CRB Aïn Fakroun P                                | RC Arbaa P                                       | MO Béjaïa P                                      | 16                                               |
| 2013–2014                                        | –                                                | USM Bel Abbès P                                  | NA Hussein Dey P                                 | ASM Oran P                                       | 16                                               |
| 2014–2015                                        | –                                                | USM Blida P                                      | DRB Tadjenanet P                                 | RC Relizane P                                    | 16                                               |
| 2015–2016                                        | –                                                | O Médéa P                                        | CA Batna P                                       | USM Bel Abbès P                                  | 16                                               |
| 2016–2017                                        | –                                                | Paradou AC P                                     | USM Blida P                                      | US Biskra P                                      | 16                                               |
| 2017–2018                                        | –                                                | MO Béjaïa P                                      | AS Aïn M'lila P                                  | CA Bordj Bou Arreridj P                          | 16                                               |
| 2018–2019                                        | –                                                | US Biskra P                                      | NC Magra P                                       | ASO Chlef P                                      | 16                                               |
| 2019–2020                                        | –                                                | O Médéa P                                        | JSM Skikda P                                     | RC Relizane P                                    | 16                                               |
| Ligue 2 (2020-présent)                           |                                                  |                                                  |                                                  |                                                  |                                                  |
| 2020–2021                                        | Ouest                                            | MCB Oued Sly                                     | CR Témouchent                                    | ASM Oran                                         | 12                                               |
| 2020–2021                                        | Centre                                           | RC Arbaâ P                                       | JSM Bejaia                                       | MO Bejaia                                        | 12                                               |
| 2020–2021                                        | Est                                              | HB Chelghoum Laïd P                              | USM Annaba                                       | US Chaouia                                       | 12                                               |
| 2021–2022                                        | Centre-Ouest                                     | MC El Bayadh P                                   | CR Témouchent                                    | RC Kouba                                         | 16                                               |
| 2021–2022                                        | Centre-Est                                       | USM Khenchela P                                  | JS Bordj Menaïel                                 | NRB Teleghma                                     | 16                                               |
| 2022–2023                                        | Centre-Ouest                                     | ES Ben Aknoun P                                  | ES Mostaganem                                    | JSM Tiaret                                       | 16                                               |
| 2022–2023                                        | Centre-Est                                       | US Souf P                                        | AS Khroub                                        | NRB Teleghma                                     | 16                                               |
| 2023–2024                                        | Centre-Ouest                                     | ES Mostaganem P                                  | RC Kouba                                         | WA Mostaganem                                    | 16                                               |
| 2023–2024                                        | Centre-Est                                       | O Akbou P                                        | MSP Batna                                        | JS Bordj Menaïel                                 | 16                                               |
| 2024–2025                                        | Centre-Ouest                                     | ... P                                            |                                                  |                                                  | 16                                               |
| 2024–2025                                        | Centre-Est                                       | ... P                                            |                                                  |                                                  | 16                                               |

### Par Club
| Rang | Clubs                     | Titre(s) | Année(s)                           |
| ---- | ------------------------- | -------- | ---------------------------------- |
| 1    | USM Bel Abbès             | 6        | 1966, 1978, 1980, 1988, 1993, 2014 |
| 1    | CS Constantine            | 6        | 1970, 1977, 1986, 1994, 2004, 2011 |
| 3    | GC Mascara                | 5        | 1972, 1974, 1979, 1994, 2004       |
| 4    | RC Kouba                  | 4        | 1964, 1965, 1988, 2001             |
| 4    | MC Alger                  | 4        | 1966, 1968, 1986, 2003             |
| 4    | WA Tlemcen                | 4        | 1971, 1973, 1990, 2009             |
| 4    | USM Blida                 | 4        | 1972, 1992, 1997, 2015             |
| 4    | USM Alger                 | 4        | 1974, 1981, 1987, 1995             |
| 4    | ASM Oran                  | 4        | 1975, 1977, 1995, 2000             |
| 4    | ASO Chlef                 | 4        | 1976, 1983, 1994, 2002             |
| 4    | USM Aïn Béïda             | 4        | 1976, 1981, 1985, 1995             |
| 4    | NA Hussein Dey            | 4        | 1991, 1996, 1998, 2002             |
| 13   | JSM Skikda                | 3        | 1965, 1967, 1987                   |
| 13   | JSM Tiaret                | 3        | 1970, 1984, 1987                   |
| 13   | WA Boufarik               | 3        | 1973, 1982, 1993                   |
| 13   | ES Guelma                 | 3        | 1978, 1979, 1982                   |
| 13   | WA Mostaganem             | 3        | 1992, 1996, 1999                   |
| 13   | CA Bordj Bou Arreridj     | 3        | 1998, 2001, 2012                   |
| 20   | AS Aïn M'lila             | 2        | 1964, 1984                         |
| 20   | JS Djidjelli              | 2        | 1966, 1972                         |
| 20   | USM Khenchela             | 2        | 1974, 2022                         |
| 20   | CA Batna                  | 2        | 1975, 1993                         |
| 20   | JH El Djazaïr (DNC Alger) | 2        | 1977, 1985                         |
| 20   | OMR El Anasser            | 2        | 1978, 2006                         |
| 20   | MC Saïda                  | 2        | 1986, 2010                         |
| 20   | MO Constantine            | 2        | 1988, 1996                         |
| 20   | ES Sétif                  | 2        | 1989, 1997                         |
| 20   | US Chaouia                | 2        | 1992, 2003                         |
| 20   | ES Mostaganem             | 2        | 1997, 2024                         |
| 20   | US Biskra                 | 2        | 2005, 2019                         |
| 20   | O Médéa                   | 2        | 2016, 2020                         |
| 31   | USM Oran                  | 1        | 1964                               |
| 31   | SCM Oran                  | 1        | 1965                               |
| 31   | JS Kabylie                | 1        | 1969                               |
| 31   | HAMRA Annaba              | 1        | 1971                               |
| 31   | USM Sétif                 | 1        | 1973                               |
| 31   | USM El Harrach            | 1        | 1975                               |
| 31   | RCG Oran                  | 1        | 1976                               |
| 31   | IR Saha (US Santé)        | 1        | 1979                               |
| 31   | ES Collo                  | 1        | 1980                               |
| 31   | JS Bordj Menaïl           | 1        | 1983                               |
| 31   | SA Mohammadia             | 1        | 1998                               |
| 31   | USM Annaba                | 1        | 2007                               |
| 31   | MC El Eulma               | 1        | 2008                               |
| 31   | CRB Aïn Fakroun           | 1        | 2013                               |
| 31   | Paradou AC                | 1        | 2017                               |
| 31   | MO Béjaïa                 | 1        | 2018                               |
| 31   | RC Arbaâ                  | 1        | 2021                               |
| 31   | HB Chelghoum Laïd         | 1        | 2021                               |
| 31   | MCB Oued Sly              | 1        | 2021                               |
| 31   | MC El Bayadh              | 1        | 2022                               |
| 31   | ES Ben Aknoun             | 1        | 2023                               |
| 31   | US Souf                   | 1        | 2023                               |
| 31   | O Akbou                   | 1        | 2024                               |

## Classement des meilleurs buteurs par saison
Voici depuis la saison 1963-1964, le palmarès du meilleur buteur du Championnat d'Algérie de football D2.
| Saison    | Meilleur buteur                              | Club                          | Buts      |
| --------- | -------------------------------------------- | ----------------------------- | --------- |
| 1963-1964 | Gr. Centre                                   |                               |           |
|           | Gr. Est                                      |                               |           |
|           | Gr. Ouest                                    |                               |           |
| 1964-1965 | Gr.Centre :                                  |                               |           |
| 1964-1965 | Gr.Est :                                     |                               |           |
| 1964-1965 | Gr.Ouest : Mohamed Bouhizeb                  | SCM Oran                      | 22        |
| 1965-1966 | Gr.Centre :                                  |                               |           |
| 1965-1966 | Gr.Est :                                     |                               |           |
| 1965-1966 | Gr.Ouest : Hammadi Henia                     | USM Bel Abbès                 | 23        |
| 1966-1967 | Miloud Hamri                                 | USM Bel Abbès                 | 9         |
| 1967-1968 | Saïd Yemma                                   | CR Témouchent                 | 14        |
| 1968-1969 | Mourad Derridj                               | JS Kabylie                    | 15        |
| 1969-1970 | -                                            | -                             | -         |
| 1970-1971 | -                                            | -                             | -         |
| 1971-1972 | Gr.Centre :                                  |                               |           |
| 1971-1972 | Gr.Est : Rabah Gamouh                        | MO Constantine                | 25        |
| 1971-1972 | Gr.Ouest :                                   |                               |           |
| 1972-1973 | -                                            | -                             | -         |
| 1973-1974 | -                                            | -                             | -         |
| 1974-1975 | -                                            | -                             | -         |
| 1975-1976 | -                                            | -                             | -         |
| 1976-1977 | -                                            | -                             | -         |
| 1977-1978 | -                                            | -                             | -         |
| 1978-1979 | -                                            | -                             | -         |
| 1979-1980 | -                                            | -                             | -         |
| 1980-1981 | -                                            | -                             | -         |
| 1981-1982 | -                                            | -                             | -         |
| 1982-1983 | Gr.Centre Ouest : M'hamed Bouhella           | Chlef SO                      | 14        |
| 1982-1983 | Gr.Centre Est :                              |                               |           |
| 1983-1984 | Gr.Centre Ouest :                            |                               |           |
| 1983-1984 | Gr.Centre Est :                              |                               |           |
| 1984-1985 | Gr.Centre :                                  |                               |           |
| 1984-1985 | Gr.Est :                                     |                               |           |
| 1984-1985 | Gr.Ouest :                                   |                               |           |
| 1985-1986 | Gr.Centre : Abdesslem Bousri                 | MP Alger                      | 16        |
| 1985-1986 | Gr.Est : Loucif                              | ASC Bordj Bou Arreridj        | 12        |
| 1985-1986 | Gr.Ouest : Toumi                             | MB Saida                      | 11        |
| 1986-1987 | Gr.Centre : Ahmed Guefaf                     | IRB Laghouat                  | 22        |
| 1986-1987 | Gr.Est :                                     |                               |           |
| 1986-1987 | Gr.Ouest :                                   |                               |           |
| 1987-1988 | Gr.Centre : Salah Assad                      | RC Kouba                      | 21        |
| 1987-1988 | Gr.Est : Rachid El-Groud Gr.Est : Salim Laïb | MO Constantine CS Constantine | 20        |
| 1987-1988 | Gr.Ouest : Mahrouz Gr.Ouest : Cherifi        | CR Témouchent CRB Mecheria    | 20        |
| 1988-1989 | Derradji Bendjaballah                        | ES Sétif                      | 15        |
| 1989-1990 | Ahcene Madjbouri                             | JSM Skikda                    | 15        |
| 1990-1991 | Noureddine Mourdi                            | JSM Skikda                    | 11        |
| 1991-1992 | Gr.Centre : Abdelkader Kouadri               | IRB Hadjout                   | 12        |
| 1991-1992 | Gr.Est :                                     |                               |           |
| 1991-1992 | Gr.Ouest : Noureddine Bridji                 | RCG Oran                      | 15        |
| 1992-1993 | Gr Ouest : Merabet Meki                      | USM Bel-Abbes                 | 18        |
| 1993-1994 | -                                            | -                             | -         |
| 1994-1995 | -                                            | -                             | -         |
| 1995-1996 | -                                            | -                             | -         |
| 1996-1997 | Gr.Centre :                                  |                               |           |
| 1996-1997 | Gr.Est :                                     |                               |           |
| 1996-1997 | Gr.Ouest : Hamid Merakchi                    | ES Mostaganem                 | 16        |
| 1997-1998 | -                                            | -                             | -         |
| 1998-1999 | -                                            | -                             | -         |
| 1999-2000 | Mohamed Rahim                                | USM El Harrach                | 15        |
| 2000-2001 | -                                            | -                             | -         |
| 2001-2002 | -                                            | -                             | -         |
| 2002-2003 | -                                            | -                             | -         |
| 2003-2004 | -                                            | -                             | -         |
| 2004-2005 | Rachid Amrane                                | ASM Oran                      | 20        |
| 2005-2006 | Sofiane Hanitser                             | ASM Oran                      | 15        |
| 2006-2007 | Adel El-Hadi Cheikh Hamidi                   | USM Annaba MC Saïda           | 19        |
| 2007-2008 | Farès Fellahi                                | MC El Eulma                   | 24        |
| 2008-2009 | Youcef Ghazali                               | WA Tlemcen                    | 15        |
| 2009-2010 | Kamel Kherkhache                             | AB Merouana                   | 16        |
| 2010-2011 | Salim Hanifi                                 | RC Kouba                      | 17        |
| 2011-2012 | Abdelhak Motrani                             | JS Saoura                     | 16        |
| 2012-2013 | Farès Amrane                                 | MO Béjaïa                     | 19        |
| 2013-2014 | Hocine Achiou                                | USM Bel-Abbès                 | 12        |
| 2014-2015 | Kheireddine Merzougui                        | RC Relizane                   | 17        |
| 2015-2016 | Mohamed Amine Hamia                          | O Médéa, JSM Skikda           | 14 (12+2) |
| 2016-2017 | Adil Djabout                                 | US Biskra                     | 14        |
| 2017-2018 | Ismail Belkacemi                             | MO Béjaïa                     | 15        |
| 2018-2019 | Ibrahim Benachour                            | US Biskra                     | 13        |
| 2019-2020 | Tawfik El Ghomari                            | O Médéa                       | 10        |
| 2020-2021 |                                              |                               |           |
| 2021-2022 |                                              |                               |           |
| 2022-2023 |                                              |                               |           |
| 2023-2024 |                                              |                               |           |

### Série d'invicibilité
| # | Club          | Saison                 | Série                       |
| - | ------------- | ---------------------- | --------------------------- |
| 1 | JSM Skikda    | 1986-1987              | 34 matchs (saison compléte) |
| 2 | MC Alger      | 1985-1986              | 30 matchs (saison compléte) |
| 3 | USM Blida     | 1991-1992 et 1996-1997 | 20 matchs                   |
| 4 | JS Kabylie    | 1968-1969              | 18 matchs                   |
| 4 | ES Mostaganem | 2023-2024              | 18 matchs                   |

## Classement toutes périodes confondues (depuis 2004-2016)
(janvier 2017).
Si vous disposez d'ouvrages ou d'articles de référence ou si vous connaissez des sites web de qualité traitant du thème abordé ici, merci de compléter l'article en donnant les références utiles à sa vérifiabilité et en les liant à la section « Notes et références ».
Les résultats ont été mis à jour depuis la saison 2004–2005 à la fin de la saison 2016–2017.
| Rang | Clubs                 | Saisons | Titres | MJ  | V   | N   | D   | BP  | BC  | Diff | Pts | PpM  |
| ---- | --------------------- | ------- | ------ | --- | --- | --- | --- | --- | --- | ---- | --- | ---- |
| 1    | ASM Oran              | 10      | 0      | 320 | 126 | 108 | 86  | 394 | 325 | 69   | 486 | 1,51 |
| 2    | MO Constantine        | 9       | 0      | 294 | 99  | 84  | 111 | 338 | 364 | -26  | 381 | 1,29 |
| 3    | SA Mohammadia         | 9       | 0      | 294 | 104 | 64  | 126 | 278 | 376 | -98  | 375 | 1,27 |
| 4    | USM Bel-Abbès         | 9       | 1      | 290 | 109 | 84  | 97  | 300 | 275 | 25   | 411 | 1,41 |
| 5    | MO Béjaïa             | 8       | 0      | 264 | 95  | 70  | 99  | 259 | 255 | 4    | 355 | 1,34 |
| 6    | A Bou Saada           | 8       | 0      | 258 | 87  | 60  | 111 | 256 | 319 | -63  | 321 | 1,24 |
| 7    | Paradou AC            | 8       | 1      | 256 | 107 | 66  | 83  | 327 | 258 | 69   | 387 | 1,51 |
| 8    | MC Saïda              | 8       | 1      | 252 | 91  | 73  | 88  | 261 | 256 | 5    | 347 | 1,37 |
| 9    | US Biskra             | 7       | 1      | 230 | 88  | 44  | 98  | 231 | 250 | -19  | 308 | 1,33 |
| 10   | MSP Batna             | 7       | 0      | 224 | 81  | 60  | 82  | 239 | 229 | 10   | 303 | 1,35 |
| 11   | ES Mostaganem         | 7       | 0      | 220 | 77  | 49  | 94  | 267 | 290 | -23  | 279 | 1,26 |
| 12   | AS Khroub             | 7       | 0      | 218 | 73  | 60  | 85  | 268 | 269 | -1   | 278 | 1,27 |
| 13   | MC El Eulma           | 6       | 1      | 198 | 85  | 53  | 60  | 237 | 175 | 62   | 305 | 1,54 |
| 13   | RC Kouba              | 6       | 0      | 196 | 64  | 57  | 75  | 211 | 204 | 7    | 249 | 1,27 |
| 14   | CA Batna              | 6       | 0      | 192 | 88  | 61  | 43  | 213 | 135 | 78   | 325 | 1,69 |
| 15   | O Médéa               | 6       | 1      | 180 | 70  | 55  | 54  | 182 | 155 | 27   | 265 | 1,47 |
| 16   | CS Constantine        | 5       | 1      | 166 | 66  | 54  | 46  | 166 | 139 | 27   | 252 | 1,51 |
| 17   | JSM Béjaïa            | 5       | 0      | 158 | 63  | 44  | 51  | 185 | 158 | 27   | 235 | 1,48 |
| 18   | JSM Skikda            | 5       | 0      | 156 | 53  | 40  | 63  | 161 | 176 | -15  | 199 | 1,27 |
| 19   | AB Merouana           | 5       | 0      | 150 | 44  | 41  | 61  | 125 | 167 | -42  | 173 | 1,15 |
| 20   | USM Blida             | 5       | 1      | 150 | 66  | 46  | 38  | 183 | 129 | 55   | 244 | 1,62 |
| 21   | ESM Koléa             | 4       | 0      | 138 | 63  | 32  | 43  | 162 | 106 | 56   | 221 | 1,60 |
| 24   | OM Arzew              | 4       | 0      | 132 | 41  | 31  | 60  | 141 | 171 | -30  | 154 | 1,16 |
| 25   | WA Boufarik           | 4       | 0      | 132 | 38  | 39  | 55  | 112 | 146 | -34  | 153 | 1,15 |
| 26   | US Chaouia            | 4       | 0      | 124 | 43  | 36  | 45  | 117 | 131 | -14  | 165 | 1,33 |
| 27   | USM Annaba            | 4       | 1      | 124 | 52  | 33  | 40  | 136 | 106 | 30   | 182 | 1,46 |
| 28   | CA Bordj Bou Arreridj | 4       | 1      | 120 | 48  | 33  | 39  | 125 | 10  | 15   | 177 | 1,47 |
| 29   | CRB Aïn Fakroun       | 4       | 1      | 120 | 45  | 35  | 40  | 115 | 104 | 11   | 170 | 1,41 |
| 30   | USM Sétif             | 3       | 0      | 102 | 34  | 20  | 48  | 100 | 126 | -26  | 122 | 1,19 |
| 31   | CR Témouchent         | 3       | 0      | 94  | 22  | 16  | 56  | 72  | 155 | -83  | 84  | 0,89 |
| 32   | WA Tlemcen            | 3       | 1      | 92  | 40  | 24  | 28  | 107 | 65  | 42   | 144 | 1,56 |
| 33   | USMM Hadjout          | 3       | 0      | 90  | 24  | 21  | 45  | 77  | 111 | -34  | 90  | 1    |
| 34   | NA Hussein Dey        | 3       | 0      | 90  | 39  | 31  | 20  | 104 | 58  | 46   | 148 | 1,64 |
| 35   | UMS Dréan             | 2       | 0      | 70  | 20  | 16  | 34  | 63  | 99  | -36  | 76  | 1,08 |
| 36   | NARB Réghaïa          | 2       | 0      | 70  | 25  | 9   | 36  | 66  | 102 | -36  | 84  | 1,2  |
| 37   | JSM Tiaret            | 2       | 0      | 68  | 25  | 8   | 35  | 70  | 97  | -27  | 83  | 1,22 |
| 38   | OMR El Anasser        | 2       | 1      | 66  | 27  | 14  | 25  | 90  | 71  | 19   | 95  | 1,43 |
| 39   | WR Bentalha           | 2       | 0      | 66  | 20  | 23  | 23  | 56  | 66  | -10  | 83  | 1,25 |
| 40   | GC Mascara            | 2       | 0      | 64  | 15  | 16  | 33  | 56  | 93  | -37  | 61  | 0,95 |
| 41   | RC Arbaa              | 2       | 0      | 60  | 23  | 19  | 18  | 59  | 51  | 8    | 85  | 1,41 |
| 42   | ASO Chlef             | 2       | 0      | 60  | 20  | 18  | 22  | 61  | 62  | -1   | 78  | 1,30 |
| 43   | JSM Chéraga           | 1       | 0      | 36  | 5   | 7   | 21  | 29  | 44  | -15  | 31  | 0,86 |
| 44   | HB Chelghoum Laïd     | 1       | 0      | 34  | 5   | 3   | 26  | 20  | 64  | -44  | 15  | 0,44 |
| 45   | IRB Sidi Aïssa        | 1       | 0      | 34  | 3   | 3   | 28  | 11  | 68  | -57  | 12  | 0,35 |
| 46   | MC Oran               | 1       | 0      | 32  | 17  | 9   | 6   | 33  | 18  | 15   | 60  | 1,87 |
| 47   | JS Saoura             | 1       | 0      | 30  | 17  | 5   | 8   | 48  | 26  | 22   | 56  | 1,86 |
| 48   | DRB Tadjenanet        | 1       | 0      | 30  | 13  | 10  | 7   | 26  | 21  | 5    | 49  | 1,63 |
| 49   | RC Relizane           | 1       | 0      | 30  | 14  | 6   | 10  | 36  | 30  | 6    | 48  | 1,60 |
| 50   | IB Khemis El Khechna  | 1       | 0      | 30  | 7   | 13  | 10  | 28  | 31  | -3   | 34  | 1,13 |

En vert : Équipes participantes en 2017-2018